# Río Guadalmedina
Río Guadalmedina este o arie protejată (arie specială de conservare — SAC, sit de importanță comunitară — SCI) din Spania întinsă pe o suprafață de 82,08 ha, integral pe uscat.

## Localizare
Centrul sitului Río Guadalmedina este situat la coordonatele 36°48′46″N 4°26′46″W / 36.8127°N 4.4461°V.

## Înființare
Situl Río Guadalmedina a fost declarat sit de importanță comunitară în decembrie 2000 pentru a proteja 4 specii de animale. Situl a fost protejat și ca arie specială de conservare în ianuarie 2015.

## Biodiversitate
Situată în ecoregiunea mediteraneană, aria protejată conține 2 habitate naturale: Dehesas cu Quercus spp. perene, Galerii și tufărișuri riverane sudice (Nerio-Tamaricetea și Securinegion tinctoriae).
La baza desemnării sitului se află mai multe specii protejate:
- amfibieni (1): Discoglossus galganoi
- mamifere (1): vidră de râu (Lutra lutra)
- pești (2): Cobitis paludica, Pseudochondrostoma willkommii

Pe lângă speciile protejate, pe teritoriul sitului au mai fost identificate 1 specie de amfibieni, 1 specie de reptile.